# Köpings stad
Köpings stad var en stad och kommun i Västmanlands län.

## Administrativ historik
Stadsrättingheter för Köping utfärdades av Sten Sture den äldre i Örebro den 19 januari 1474 då staden redan länge varit köpstad som en sigill från 1300-talet visar.
Staden blev en egen kommun, enligt Förordning om kommunalstyrelse i stad (SFS 1862:14) från och med den 1 januari 1863, då Sveriges kommunsystem infördes. 1919 inkorporerades Köpings landskommun. 1971 gick staden upp i den då nybildade Köpings kommun.
Egen jurisdiktion hade Köping fram till 1958 då rådhusrätten drogs in varefter staden ingick i staden lades under Åkerbo och Skinnskattebergs tingslag.
I kyrkligt hänseende har Köping till 1920 hört till Köpings stadsförsamling och därefter till Köpings församling.

### Sockenkod
För registrerade fornfynd med mera så återfinns staden inom ett område definierat av sockenkod 2302 som motsvarar den omfattning staden hade kring 1950, vilket innebär att även Köpings socken har samma sockenkod.

## Stadsvapnet
Blasonering: I fält av guld ett blått, latinskt kors med de tre övre armarma korsade.
Köpings kommunvapen går tillbaka på stadens sigill, känt från 1378. I sigillet fanns, förutom korset, även bokstaven "K". När vapnet fastställdes av Kungl Maj:t år 1940 avlägsnades bokstaven. 1971 övertogs vapnet oförändrat av Köpings kommun och registrerades för denna i PRV år 1974.

## Geografi

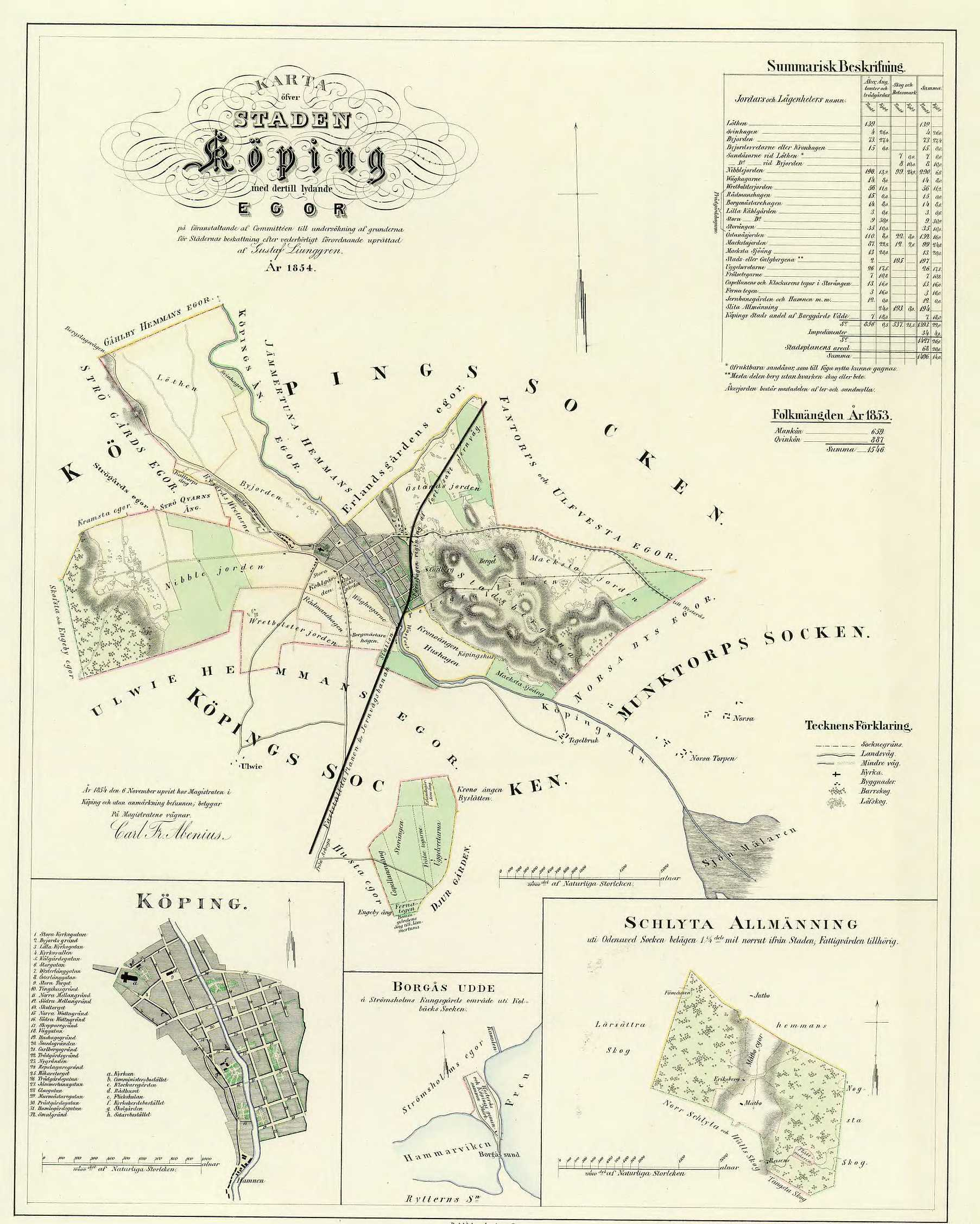
Karta över Köping från 1850-talet av Erik Gustaf Ljunggren.

Köpings stad omfattade den 1 januari 1952 en areal av 62,35 km², varav 61,82 km² land.

### Tätorter i staden 1960
I Köpings stad fanns tätorten Köping, som hade 16 819 invånare den 1 november 1960. Tätortsgraden i staden var då 95,2 procent.

## Politik

### Mandatfördelning i valen 1919–1966
| 4 | 8 | 2 | 8 | 8 |

| 27 |

| 4 | 7 | 2 | 7 | 10 |

| 28 |

| 4 | 9 | 3 | 4 | 10 |

| 28 |

|  | 12 | 3 | 4 | 10 |

| 29 |

| 14 |  |  | 3 | 2 |  | 8 |

| 30 |

|  | 16 | 2 | 5 | 6 |

| 30 |

|  | 19 | 2 | 4 | 4 |

| 29 |

| 2 | 19 |  | 3 | 5 |

| 27 |

| 6 | 21 | 2 | 6 | 5 |

| 39 |

| 2 | 25 |  | 8 | 4 |

| 36 |

| 3 | 24 |  | 8 | 4 |

| 35 |

|  | 23 | 2 | 2 | 6 | 6 |

| 38 |

|  | 26 |  | 2 | 6 | 4 |

| 39 |

| 3 | 22 | 3 | 7 |  | 4 |

| 34 | 6 |

## Befolkningsutveckling
| Befolkningsutvecklingen i Köpings stad 1810–1990                                                        | Befolkningsutvecklingen i Köpings stad 1810–1990 | Befolkningsutvecklingen i Köpings stad 1810–1990 | Befolkningsutvecklingen i Köpings stad 1810–1990 | Befolkningsutvecklingen i Köpings stad 1810–1990 |
| --- | ------------------------------------------------ | ------------------------------------------------ | ------------------------------------------------ | ------------------------------------------------ |
| |                                                  |                                                  |                                                  |                                                  |
| År |                                                  |                                                  | Folkmängd                                        |                                                  |
| 1810 | 1810                                             |                                                  | 1 143                                            |                                                  |
| 1820 | 1820                                             |                                                  | 1 199                                            |                                                  |
| 1830 | 1830                                             |                                                  | 1 402                                            |                                                  |
| 1840 | 1840                                             |                                                  | 1 483                                            |                                                  |
| 1850 | 1850                                             |                                                  | 1 501                                            |                                                  |
| 1860 | 1860                                             |                                                  | 1 763                                            |                                                  |
| 1870 | 1870                                             |                                                  | 2 287                                            |                                                  |
| 1880 | 1880                                             |                                                  | 2 952                                            |                                                  |
| 1890 | 1890                                             |                                                  | 3 865                                            |                                                  |
| 1900 | 1900                                             |                                                  | 4 657                                            |                                                  |
| 1910 | 1910                                             |                                                  | 4 919                                            |                                                  |
| 1920 | 1920                                             |                                                  | 6 610                                            |                                                  |
| 1930 | 1930                                             |                                                  | 6 395                                            |                                                  |
| 1940 | 1940                                             |                                                  | 7 501                                            |                                                  |
| 1950 | 1950                                             |                                                  | 13 585                                           |                                                  |
| 1960 | 1960                                             |                                                  | 17 656                                           |                                                  |
| 1970 | 1970                                             |                                                  | 22 205                                           |                                                  |
| 1980 | 1980                                             |                                                  | 20 132                                           |                                                  |
| 1990 | 1990                                             |                                                  | 19 324                                           |                                                  |
| Anm: Källor: Umeå universitet - Tabellverket 1749-1859, Demografiska databasen, CEDAR, Umeå universitet |                                                  |                                                  |                                                  |                                                  |